# Zlatý míč 2008
Zlatý míč, cenu pro nejlepšího fotbalistu světa dle mezinárodního panelu sportovních novinářů, získal v roce 2008 Portugalský fotbalista Cristiano Ronaldo. Stal se tak po Eusébiovi a Figovi třetím Portugalcem a zároveň čtvrtým hráčem v historii Manchesteru United, který získal toto ocenění. Před ním to dokázali Denis Law (1964), Bobby Charlton (1966) a George Best (1985).
| Pořadí | Hráč                | Národnost         | Klub              | Bodů |
| ------ | ------------------- | ----------------- | ----------------- | ---- |
| 1      | Cristiano Ronaldo   | Portugalsko       | Manchester United | 446  |
| 2      | Lionel Messi        | Argentina         | FC Barcelona      | 281  |
| 3      | Fernando Torres     | Španělsko         | Liverpool FC      | 179  |
| 4      | Iker Casillas       | Španělsko         | Real Madrid       | 133  |
| 5      | Xavi                | Španělsko         | Barcelona         | 97   |
| 6      | Andrej Aršavin      | Rusko             | Arsenal           | 64   |
| 7      | David Villa         | Španělsko         | Valencia          | 55   |
| 8      | Kaká                | Brazílie          | AC Milan          | 31   |
| 9      | Zlatan Ibrahimović  | Švédsko           | Internazionale    | 30   |
| 10     | Steven Gerrard      | Anglie            | Liverpool         | 28   |
| 11     | Marcos Senna        | Španělsko         | Villarreal        | 16   |
| 12     | Emmanuel Adebayor   | Togo              | Arsenal           | 12   |
| 13     | Wayne Rooney        | Anglie            | Manchester United | 11   |
| 14     | Sergio Agüero       | Argentina         | Atlético Madrid   | 10   |
| 15     | Frank Lampard       | Anglie            | Chelsea           | 8    |
| 16     | Franck Ribéry       | Francie           | Bayern Mnichov    | 7    |
| 17     | Samuel Eto'o        | Kamerun           | Barcelona         | 6    |
| 18     | Gianluigi Buffon    | Itálie            | Juventus          | 5    |
| 19     | Michael Ballack     | Německo           | Chelsea           | 4    |
| 19     | Cesc Fàbregas       | Španělsko         | Arsenal           | 4    |
| 21     | Didier Drogba       | Pobřeží slonoviny | Chelsea           | 3    |
| 21     | Sergio Ramos        | Španělsko         | Real Madrid       | 3    |
| 21     | Nemanja Vidić       | Srbsko            | Manchester United | 3    |
| 24     | Edwin van der Sar   | Nizozemsko        | Manchester United | 2    |
| 24     | Ruud van Nistelrooy | Nizozemsko        | Real Madrid       | 2    |

Dalších pět hráčů nezískalo žádný hlas
- Karim Benzema
- Pepe
- Luca Toni
- Rafael van der Vaart
- Jurij Žirkov